# 愛媛県獣医師会
公益社団法人愛媛県獣医師会（えひめけんじゅういしかい 英称 Ehime Veterinary Medical Association）は、愛媛県知事所管の愛媛県の獣医師を会員とする公益法人。

## 本部所在地
〒790-0003 愛媛県松山市三番町4丁目4-7

## 業務内容
- 獣医師会員の学術技能向上のための研修会・講習会事業等の実施
- 愛媛県との動物に関する連携事業
- 疾病している野鳥の保護・救護
- 県内各学校で飼われている動物の飼育指導
- 県内各市町村との動物に関する連携事業
- 狂犬病の予防接種・防止活動